# Roulette der Liebe
Roulette der Liebe (Kärlek 65) aus dem Jahr 1965 ist der dritte Spielfilm des schwedischen Regisseurs Bo Widerberg. Der Film ist von starken autobiografischen Elementen des Regisseurs geprägt. Als Bewunderer des Autorenkinos strebt die Hauptfigur danach, sich mit seinem eigenen Film nicht zu deutlich auszudrücken. So offen, wie Liebe 65 begonnen hat, endet es auch. Das Thema ist an Federico Fellinis Achteinhalb angelehnt, der visuelle Stil an Michelangelo Antonioni, die Dialoge an Jean-Luc Godard. Die Gastrolle eines Filmstars sollte ursprünglich Widerbergs Landsfrau Anita Ekberg spielen, schließlich wurde sie aber mit Ben Carruthers besetzt.

## Handlung
In einem Landhaus nahe der Küste, umgeben von viel freier Natur, versammeln sich mehrere Personen, die auf verschiedene Weise mit dem berühmten Filmregisseur Keve verbunden sind: Seine Ehefrau Ann-Marie, sein schielendes Töchterchen Nina, und das Fotomodell Inger, mit der er früher eine Beziehung hatte. Keve zweifelt an seiner Kreativität und hat Mühe, sein neues Filmprojekt voranzubringen.
Als er einen flüchtigen Bekannten besucht, begegnet er dort dessen schöner Frau Eva-Britt. Die beiden verlieben sich auf den ersten Blick ineinander und treffen sich regelmäßig in einer Wohnung zu Sex. Ann-Marie fühlt sich in ihrer Ehe mit Keve zu kurz gekommen. Nach einiger Zeit verlässt Eva-Britt ihren Mann und beendet die Beziehung zu Keve. Aus London trifft der Schauspieler Benito ein, der in Keves Film eine Rolle übernehmen soll. Während Keve mit anderen Anwesenden am Meeresufer Drachen steigen lässt, führt Ann-Marie beim gemeinsamen Kochen eine intimistische Unterhaltung über die Liebe und das Leben. Ihre Hoffnungen auf eine Affäre mit Ben zerschlagen sich, weil Ben mit Inger anbandelt. Weil Keve Ben seine Rolle im Film nicht erklären kann, reist Ben ab. Inger tötet sich mit Tabletten.

## Kritik
Heinz Ungureit meinte in der Zeitschrift: „Widerberg möchte sein eigenes Dilemma als Filmregisseur beschreiben, das durch Angst vor jedem bestimmten Ausdruck gekennzeichnet ist. (...) Der Mangel an Energie und Entschlußkraft dieser bürgerlich-intellektuellen Sicht Schwedens soll in langen, hinhaltenden Einstellungsfolgen, in rasch aufeinandergeschnittenen Wiederholungen, in vergleichenden Dokumentareinlagen belegt werden. Die Konzentration Antonionis wird freilich nicht erreicht.“ Das Lexikon des internationalen Films bezeichnete den Film als „Spiegel filmästhetischer und politischer Debatten der 60er Jahre; zwar etwas konfus und unausgegoren, aber aufrichtig in seiner bohrenden Selbstreflexion.“